# Saint-Jean-le-Vieux (Nuova Aquitania)
Saint-Jean-le-Vieux è un comune francese di 882 abitanti situato nel dipartimento dei Pirenei Atlantici nella regione della Nuova Aquitania.

## Società

### Evoluzione demografica
Abitanti censiti